# Њирлугош
Њирлугош (мађ. Nyírlugos) је град у жупанији Саболч-Сатмар-Берег, у региону Северне Велике равнице у источној Мађарској.

## Географија
Покрива површину од 5.838 km2 (2.254 sq mi) и има популацију од 2.699 становника (2015).

## Историја
Место се релативно касно појављује тек у XIV. веку. Име му потиче од мађарске речи лугаш. Гркокатоличка црква је настала почетком 18. века. Кроз историју Њирлугош је некада припадао Саболчу, а некада округу Сатмар. Постојао је и период када је један део насеља био део једне жупаније, а други део друге жупаније. То је често резултирало проблемима са плаћањем пореза што је отежавало живот људима који су овде живели. Према записима из 1428. године место је припадало је властелинству Ечед, а Батори су били његови властелини.
Крајем XVIII. и почетком XIX века ове области су поседовале две породице Карољи и Патај. Значајан део становништва потиче из округа Трштенаи, округа Арва у висоравни из периода између 1720. и 1722. године, о чему сведоче чести завршеци -ак,ек,ик- у породичним именима, нпр. Храмчак, Ханчичак, Кубасек, Валек, Андрашик, Пазурик, Арваи, итд.)

## Становништво
Године 2001. 93% становништва насеља се изјаснило као Мађари, 7% Роми.
Током пописа из 2011. године, 90,4% становника се изјаснило као Мађари, а 6,7% као Роми (9,6% се није изјаснило. Због двојног идентитета, укупан број може бити већи од 100%). Верска дистрибуција је била следећа: римокатолици 36,5%, реформатори 5,2%, гркокатолици 39,7%, неденоминациони 3,9% (14,4% није одговорило).